# دهستان رهال
رهال، دهستانی از توابع بخش مرکزی شهرستان خوی در استان آذربایجان غربی در ایران است.

## جمعیت
براساس سرشماری مرکز آمار ایران در سال ۱۳۹۵، جمعیت این دهستان برابر با ۱۶٬۶۲۰ نفر (۴٬۶۶۹ خانوار) بوده‌است. 